# 伊帕内马河畔圣安娜
伊帕内马河畔圣安娜（葡萄牙語：Santana do Ipanema）是巴西阿拉戈斯州的一个市镇。总面积437.85平方公里，总人口43699人，人口密度99.8人/平方公里。